# Дом, где находилась подпольная типография Черниговской социал-демократической организации
Дом, где находилась подпольная типография Черниговской социал-демократической организации — памятник истории местного значения в Чернигове. Сейчас жилое здание.

## История
Решением исполкома Черниговского областного совета народных депутатов трудящихся от 31.05.1971 № 286 дому присвоен статус памятник истории местного значения с охранным № 51 под названием Дом, где в годы Первой русской революции находилась подпольная типография Черниговской социал-демократической организации. Здание имеет собственную «территорию памятника» и расположено в «охранной зоне» центральной части Чернигова, согласно правилам застройки и использования территории. На здании не установлена информационная доска.
Приказом Департамента культуры и туризма, национальностей и религий Черниговской областной государственной администрации от 07.06.2019 № 223 памятник истории рекомендован к снятию с государственного учёта.

## Описание
Дом построен во второй половине 19 века. Одноэтажный с полуподвалом, деревянный дом, прямоугольный в плане. Крыша двухскатная под черепицей. Разделён на две половины с разными входами. 
В 1906 году в полуподвале — в квартире подмастера типографии губернской земской управы Я. Кадина — располагалась подпольная типография. Работы по её созданию были начаты осенью 1905 года. По просьбе Черниговской социал-демократической организации РСДРП Вольф нелегально привёз из Киева часть необходимого оборудования и 6-7 пудов шрифта. Созданию типографии способствовали работники типографии губернской земской управы  во главе с Ларченко, которые тайно выносили шрифт и передавали его социал-демократической организации. В начале 1906 года типография была полностью укомплектована и начала работу. Здесь печатались листовки, обращения к трудящимся, которые распространялись в Чернигове и губернии. 19 ноября 1906 года во время попытки перевезти типография на новую явочную квартиру она была выявлена полицией. Во время обыска на квартире у Я. Кадина было обнаружено около 2 пудов печатного шрифта, краски, бумага, валы и доски для складирования текста.    
В 1972 году на фасаде здания была установлена мраморная доска подпольной типографии, ныне демонтирована. 
Мемориальные доски:
1. подпольной типографии Черниговской социал-демократической организации — демонтирована[1]